# Dauniërs

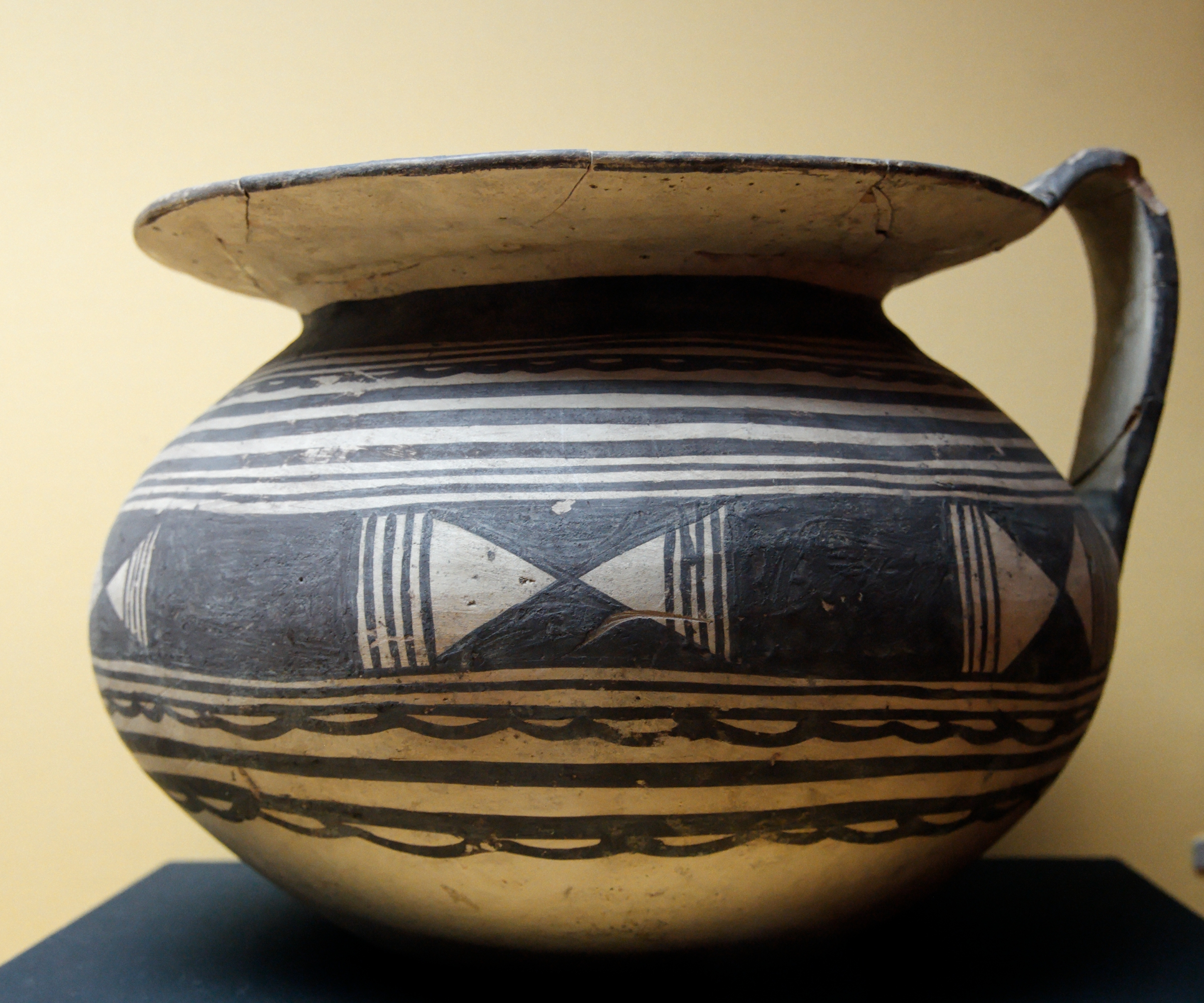
Daunische pot, terracotta, Subgeometrische stijl (Daunisch II), 550-400 v. Chr.

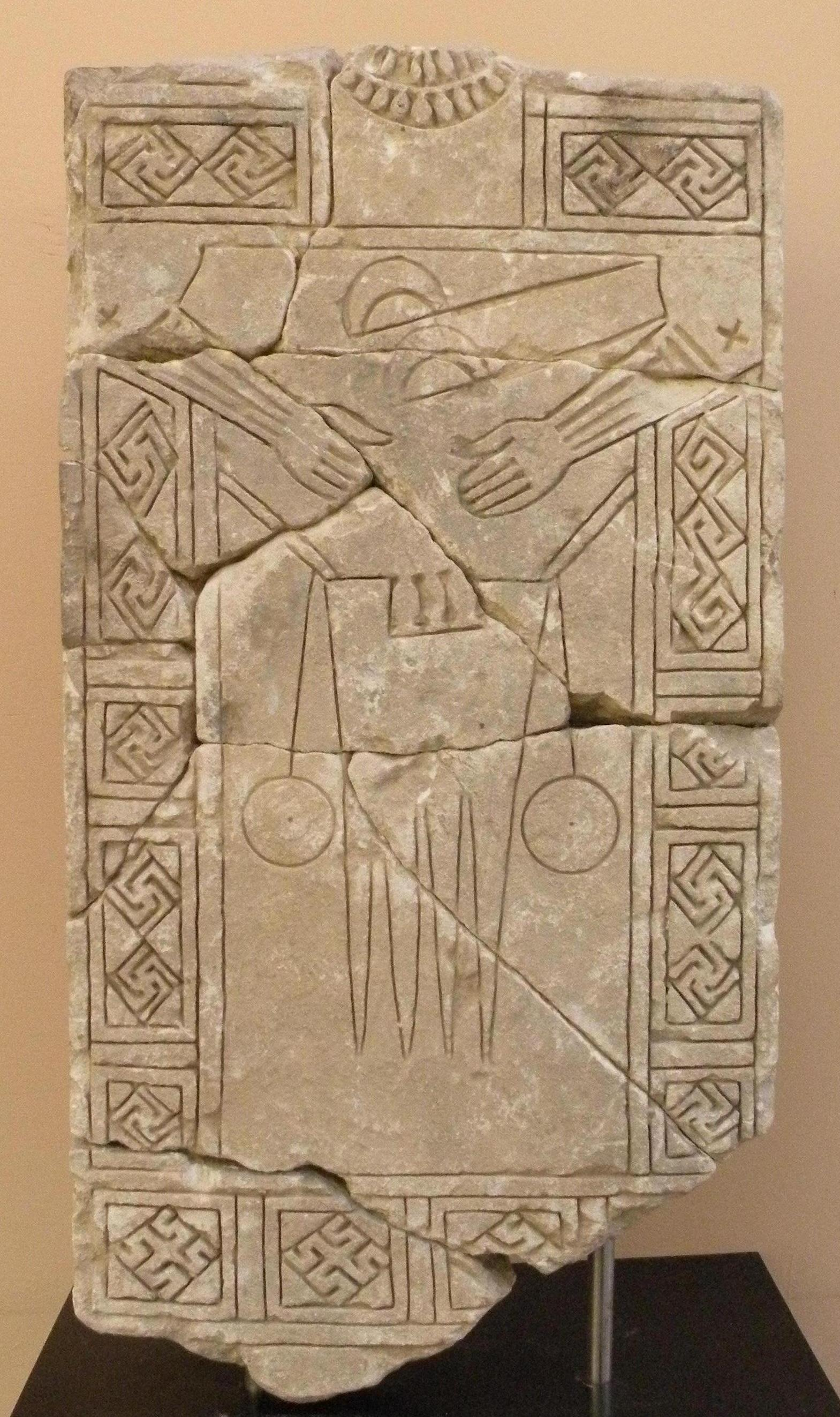
Daunische stèle, 610-550 v. Chr.

De Dauniërs waren een Iapygische stam, die in de klassieke oudheid Noord-Apulië in Italië bewoonde. 
Twee andere Iapygische stammen, de Peucetiërs en Messapiërs, woonden resp. in Centraal- en Zuid-Apulië. De drie stammen spraken de Messapische taal, maar hadden in de 7e eeuw v. chr. ieder een eigen archeologische cultuur ontwikkeld. De Dauniërs leefden in de regio Daunia, van de rivier Ofanto in het zuidoosten tot het schiereiland Gargano in het noordwesten. Deze regio valt grotendeels samen met de huidige provincie Foggia.
Tot de Daunische cultuur behoren onder meer de Daunische stèles, grafmonumenten uit de 7e en 6e eeuw v. Chr. in de vlakte ten zuiden van Siponto en het Daunische aardewerk.
De Dauniërs danken hun naam aan de wolf (daunos), die waarschijnlijk het totemdier van hun staat was. De wolfcultus was in antiek Italië wijdverspreid en hield verband met de Arcadische mysteriecultus. 
Volgens de Romeinse schrijver Vergilius, in zijn Aeneis, was Daunus de zoon van Turnus.